# Healing Anger – The Power of Patience from a Buddhist Perspective
A Healing Anger – The Power of Patience from a Buddhist Perspective (magyarul: A harag gyógyítása - a türelem hatalma buddhista szemszögből) című könyv a 14. dalai láma, Tendzin Gyaco egy hetvenes évek végén történő amerikai utazásakor tartott konferenciára épül. A tibeti buddhista láma elmagyarázza, hogy a türelem és a tolerancia gyakorlásán keresztül képesek vagyunk legyőzni a haragot és a gyűlöletet, amelyek zavaró érzelmek és mind az egyén, mind a környezete számára romboló hatású. A mondandóját Santidéva, ókori indiai bhikkhu (buddhista szerzetes) tudós ismert könyvére, a Útmutató a bodhiszattva életmódhoz című műre alapozza. A mű azt meséli el, hogy a bódhiszattva ösvényen haladó gyakorlók azért kívánják elérni a megvilágosodást, hogy minden érzőlény javára lehessenek. A világ összes nagy vallása kihangsúlyozza a szeretet, az együttérzés és a tolerancia fontosságát. Ez különösen fontos a buddhista hagyományokban, amelyekben az együttérzés (karuná) és a szeretet (mettá) minden gyakorlat alapja, amelyek a harag és a gyűlölet hatékony ellenszerei. A dalai láma Santidéva művének minden sorát elmagyarázza. Azok számára, akik semmilyen előismerettel nem rendelkeznek a buddhizmusról, ez a könyv valamelyest nehéz olvasmány lehet, ugyanis sok, az ind filozófiára jellemző, kifejezés szerepel benne.
Az angol nyelvű könyv előszavát Richard Gere, amerikai színész írta. A könyvnek magyar nyelvű kiadása nem jelent meg.